# Danh sách quốc gia theo điểm cực nam
(Danh sách này tôi vẫn chưa làm xong, xin đừng xóa, nếu làm xong có sai sót gì thì xin đóng góp, hoặc nếu bài quá tệ thì có thể xóa sau khi tôi đã làm xong)
| Thứ tự             | Quốc gia                                                                                                | Điểm cực nam                                                                    | Vĩ độ                   |
| ------------------ | --- | ------------------------------------------------------------------------------- | ----------------------- |
| N/A                | Nam Cực                                                                                                 | Nam Cực                                                                         | 90°00'S                 |
| Vòng Nam Cực       | Vòng Nam Cực                                                                                            | Vòng Nam Cực                                                                    | 66°33′39"S              |
| N/A                | Nam Georgia và Quần đảo Nam Sandwich (do Vương quốc Anh quản lý, được tuyên bố chủ quyền bởi Argentina) | Southern Thule                                                                  | 59°42'S                 |
| 1                  | Chile                                                                                                   | Águila Islet, Diego Ramírez Islands Cape Froward (ở đất liền)                   | 56°32'S 53°53'S         |
| 2                  | Argentina                                                                                               | Điểm cực nam của Isla Grande de Tierra del Fuego Monte Dinero (ở đất liền)      | 55°04'S 52°24'S         |
| 3                  | Australia/Úc                                                                                            | Bishop and Clerk Islets South East Cape (Tasmania) South Point (ở đất liền)     | 55°03'S 43°38'S 39°08'S |
| N/A                | Quần đảo Bouvet (Na Uy)                                                                                 | Larsøya                                                                         | 54°27'S                 |
| N/A                | Quần đảo Falkland                                                                                       | Quần đảo Beauchene                                                              | 52°53'S                 |
| 4                  | New Zealand                                                                                             | Quần đảo Jacquemart Slope Point (South Island)                                  | 52°37'S 46°40'S         |
| N/A                | Vùng đất phía Nam và Châu Nam Cực thuộc Pháp                                                            | Îles de Boynes, Kerguelen                                                       | 50°01'S                 |
| 5                  | Nam Phi                                                                                                 | Marion Island, Prince Edward Islands Cape Agulhas (ở đất liền)                  | 46°59'S 34°50'S         |
| 6                  | Uruguay                                                                                                 | Isla de Lobos Punta del Este (ở đất liền)                                       | 35°02'S 34°58'S         |
| 7                  | Brazil                                                                                                  | Giáp biên với Uruguay, Rio Grande do Sul, phía Bắc của Barra del Chuy (Uruguay) | 33°45'S                 |
| 8                  | Lesotho                                                                                                 | Huyện Quthing                                                                   | 30°40'S                 |
| 9                  | Namibia                                                                                                 | Gần Onseepkans                                                                  | 28°58'S                 |
| N/A                | Polynésie thuộc Pháp                                                                                    | Southern Rock, Marotiri                                                         | 27°55'S                 |
| 10                 | Paraguay                                                                                                | Quần đảo Yacyretá                                                               | 27°43'S                 |
| 11                 | Eswatini (Swaziland)                                                                                    | Gần Lavumisa                                                                    | 27°19'S                 |
| 12                 | Botswana                                                                                                | Bokspits                                                                        | 26°54'S                 |
| 13                 | Mozambique                                                                                              | Giáp biên ven biển với Nam Phi (gần Zitundo)                                    | 26°52'S                 |
| 14                 | Madagascar                                                                                              | Cape Vohimena                                                                   | 25°37'S                 |
| Vòng Chí tuyến Nam | Vòng Chí tuyến Nam                                                                                      | Vòng Chí tuyến Nam                                                              | 23°26′21″S              |
| 15                 | Bolivia                                                                                                 | Giáp biên với Chile, tỉnh Sur Lípez                                             | 22°54'S                 |
| 16                 | Zimbabwe                                                                                                | Biên giới chung ba nước Nam Phi/Mozambique/Zimbabwe                             | 22°25'S                 |
| 17                 | Pháp | Saint-Joseph, Réunion                                                           | 22°23'S                 |
| 18                 | Tonga                                                                                                   | Quần đảo ʻAta                                                                   | 22°21'S                 |
| 19                 | Fiji | Đảo san hô Ceva-I-Ra                                                            | 21°44'S                 |
| 20                 | Mauritius                                                                                               | Gần Souillac                                                                    | 20°32'S                 |
| 21                 | Vanuatu                                                                                                 | Anatom                                                                          | 20°15'S                 |
| 22                 | Peru | Giáp biên với Chile, ven biển của tỉnh Tacna                                    | 18°21'S                 |
| 23                 | Zambia                                                                                                  | Giáp biên với Zimbabwe, quận Kalomo                                             | 18°05'S                 |
| 24                 | Angola                                                                                                  | Giáp biên với Namibia, gần Dirico, tỉnh Cuando Cubango                          | 18°02'S                 |
| 25                 | Malawi                                                                                                  | Quận Nsanje                                                                     | 17°07'S                 |
| N/A                | Samoa thuộc Mỹ                                                                                          | Đảo san hô Rose                                                                 | 14°34'S                 |
| 26                 | Samoa                                                                                                   | Quần đảo Nu'ulua                                                                | 14°04'S                 |
| 27                 | CHDC Congo                                                                                              | Tỉnh Kaut-Hatanga                                                               | 13°27'S                 |
| 28                 | Comoros                                                                                                 | Île Canzouni, Mohéli                                                            | 12°25'S                 |
| 29                 | Quần đảo Solomon                                                                                        | Đông Rennell, quần đảo Rennell                                                  | 11º47'S                 |
| 30                 | Papua New Guinea                                                                                        | Vanatinai Gần Suau, quận Samarai-Murua (ở đất liền)                             | 11°46'S 10°42'S         |
| 31                 | Tanzania                                                                                                | Giáp biên với Mozambique, phía nam Ligunga, huyện Namtumbo                      | 11°45'S                 |
| 32                 | Kiribati                                                                                                | Đảo Flint, quần đảo Line                                                        | 11°26'S                 |
| 33                 | Indonesia                                                                                               | Quần đảo Pamana                                                                 | 11°00'S                 |
| 34                 | Tuvalu                                                                                                  | Niulakita                                                                       | 10°48'S                 |